# Republic F-105 Thunderchief
De Republic F-105 Thunderchief is een supersonisch jachtvliegtuig en bommenwerper die door de luchtmacht van de Verenigde Staten onder meer werd ingezet tijdens de Vietnamoorlog. Het toestel van Republic Aviation is de opvolger van de Republic F-84 Thunderstreak.
Vóór het ontwerp van dit toestel waren alle vliegtuigen als jager ontworpen en daarna aangepast voor een neventaak als bommenwerper. De F-105 was echter de eerste speciaal ontworpen en ontwikkelde supersonische tactische jachtbommenwerper in de USAF; het toestel werd hierdoor tevens het grootste eenpersoons- en eenmotorige toestel. Het werd in de jaren 50 van de twintigste eeuw ontworpen door de firma Republic Aviation Corporation (RAC), in Farmingdale, Long Island, New York als eenpersoonsjachtbommenwerper en als tweepersoonsbommenwerpertrainer.
In oktober 1955 maakte het eerste prototype van de twee gebouwde YF-105A's (serienr. 54-0098) met RAC-testvlieger Russell Roth een 45 minuten durende proefvlucht waarin het gemakkelijk de geluidsbarrière doorbrak. Deze YF-105A was een eenpersoonsversie met rechte luchtinlaten, een bommenruim dat groter was dan dat van een B-17 Flying Fortress maar een beperkter tonnage bommen en slechts een Pratt & Whitney J57-P-25-motor zonder naverbrander. Dit toestel ging twee maanden later verloren toen het landingsgestel tijdens rechterbocht bij een snelheid van 520 knopen en 6 G op 3 km hoogte spontaan openklapte. Enkele vliegbewegingen waarbij het toestel zwaar overbelast raakte volgden voordat de vlieger het weer in zijn macht had. Het toestel ging echter bij de landing door zijn wielen heen en verongelukte.
De tweede J57-aangedreven YF-105A (serienr. 54-0099) ging na zijn eerste vlucht in januari 1956 verder met het afwerpen van stompe en gestroomlijnde dummy "special weapons" vanuit het interne bommenruim.
De motor werd vervangen door een compressor-turbojet die werd uitgerust met een naverbrander met waterinjectie. De F-105 verkreeg extra stijgvermogen door gebruik te maken van leading- en trailing-edge-flaps. De vierdelige luchtrem gekoppeld aan het gebruik van een remparachute maakten snelle wendingen in de vlucht en een versnelde stilstand na de landing mogelijk.
De F-105 was primair bedoeld om nucleaire wapens af te werpen, maar in Vietnam werd hij echter met conventionele wapens uitgerust. De Thunderchief vloog de meeste missies in de oorlog tegen Noord-Vietnam tussen 1965 en 1968. Van de 833 gebouwde toestellen gingen er tijdens dit conflict 395 verloren, waarvan 61 door technische problemen.
Vanaf de productie van de F-105D was de uitrusting van de Thunderchiefs meer gericht op het afwerpen van uiteenlopende typen conventionele wapens. Veel van de eerdere productieseries werden op deze standaard gebracht en ingezet voor gevaarlijke Wild Weasel- en Iron Hand-missies.
Drie van de F-105B's uit de eerste serie (serienrs. 54-0105, 54-0108 en 54-0112) werden als RF-105B-1RE-fotoverkenner (later omgedoopt in JF-105B-1RE) afgeleverd en uitgerust met het tactische WS-306L-camerasysteem. Deze versie werd echter nooit operationeel in de USAF.
355th Tactical Fighter Squadron (TFS) van de 4th Tactical Fighter Wing (TFW) op Seymour Johnson AFB, North Carolina, was de eerste eenheid van het Tactical Air Command die met F-105B's werd uitgerust en nam deel aan het testen met conventionele wapens.
In 1964 werd de laatste F-105D (serienr. 62-4411) van de productielijn geleverd aan de 23rd TFW "Flying Tigers" op McConnell AFB, Kansas.

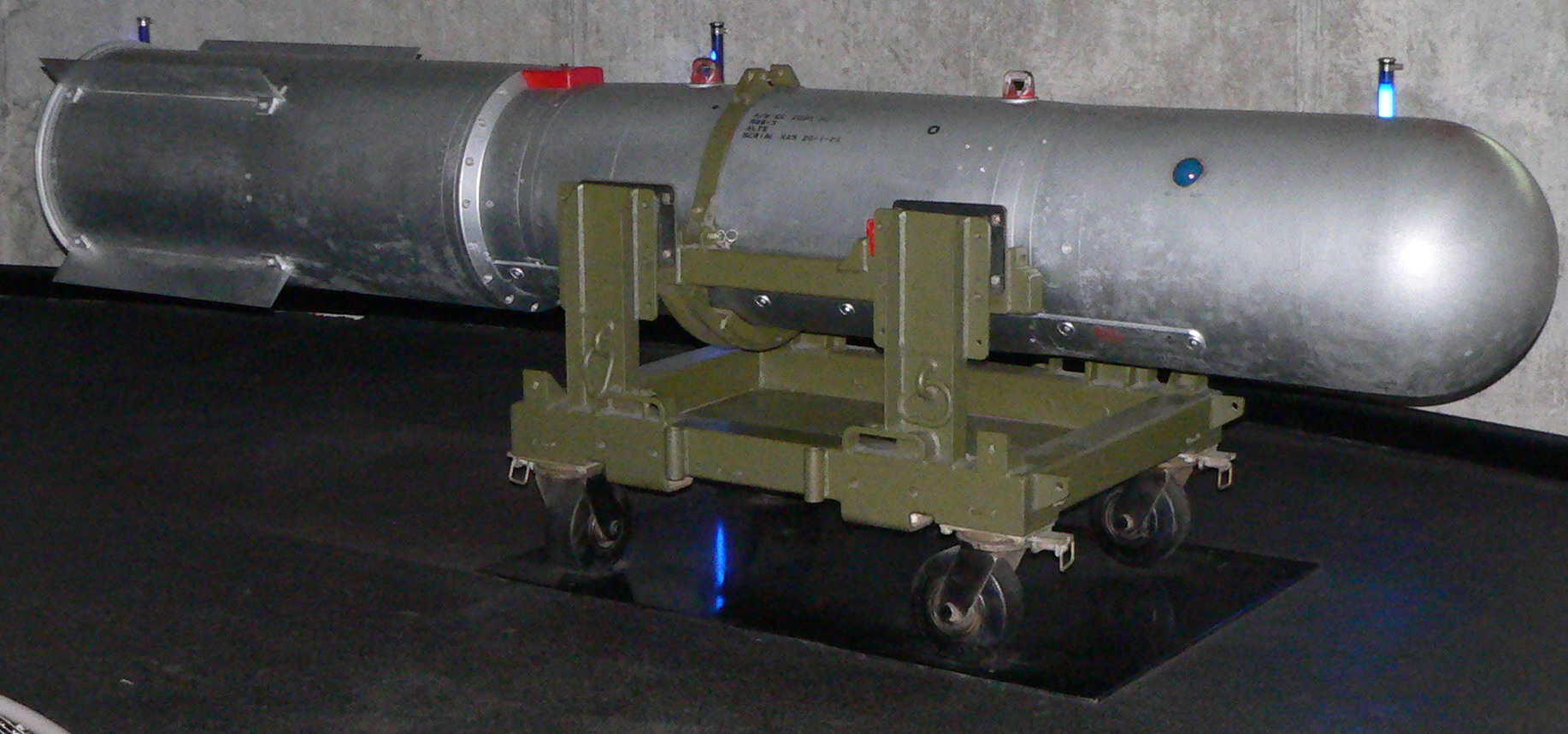
De Mk28 bom en de...

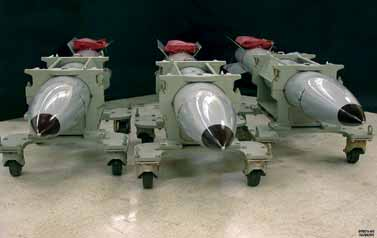
...B61 bom. Standaardwapens voor de F-105

## Geschiedenis
De ontwikkeling van de Thunderchief ontstond door de oorlog in Korea. In juni 1950 stelden de USAF en RAC een overeenkomst op ter ontwikkeling van een opvolger voor de Republic F-84 Thunder-serie.
Dit resulteerde in 1952 in project A(dvanced) P(roject)-63, een log ontwerp gebaseerd op de RF-84F Thunderflash met pijlvleugels en een intern bommenruim. De aandrijving moest komen van de ongeteste Allison J-71-turbojet.
Republic ontwierp op aandringen van de luchtmachtstaf ook een geheel nieuw type waarvan er in 1952 één werd geleverd.
Alle door RAC ontwikkelde toestellen hadden destijds de twijfelachtige eer om door de vliegers – vanwege het gewicht en de motorcapaciteit – met de bijnaam Hogs (varkens) te worden aangeduid. De F-84B/E/G Thunderjet stond bekend als Groundhog en de F/RF-84F Thunderstreak/Thunderflash als Hyperhog.
De opvolger van deze toestellen moest dit dus ongedaan gaan maken. Het zou een langeafstandsaanvalstoestel worden, primair geschikt voor atoomaanvallen op de tegenstanders in de Koude Oorlog en met secundaire luchtgevechtscapaciteit.
De geschiedenis wees uit dat de bijnaam Hog niet meer bij dit nieuwe grote vliegtuig paste; hoewel het toestel nog even spottend werd aangeduid als Superhog, Ultrahog, Squat Bomber of Lead Sled, kreeg de imposante F-105 Thunderchief al snel de bijnaam die hij verdiende: Thud.
Ondanks het gewicht en de afmetingen vloog het USAF-demonstatieteam de Thunderbirds ook een tijdje met F-105B-15RE's. De laatste van de negen machines werd in 1964 slechts tien dagen voor de eerste publieke presentatie afgeleverd. Er werden maar zes demonstratievluchten gehouden en na een fataal vliegongeluk keerde het team snel terug naar de oude F-100 Super Sabre.
Onder USAF-project FAST WIND vestigde brigadegeneraal Joseph H. Moore (Commandant 4th TFW ) in 1959 een wereldsnelheidsrecord over 100 kilometer afstand met 1216,48 mph in een F-105B-20RE 57-5812 op 38000 voet hoogte boven Edwards AFB. Hij deed dit binnen drie minuten.
In maart 1960 bezat het Tactical Air Command 56 F-105B's; geen van deze toestellen was echter operationeel. Aan het eind van het jaar had de 4th TFW bestaande uit 344th, 336th en 355th TFS op Seymour Johnson AFB het merendeel van zijn 75 F-105B's ontvangen en werd het de eerste wing die geheel met Mach 2-aanvalstoestellen was uitgerust. De 4th TFW was echter ook de enige reguliere luchtmachteenheid die met dit type zou vliegen. In 1964 werd de F-105B snel vervangen door de veel betere allweather F-105D. De F-105B's werden tot 1981 doorgeschoven naar de Air Force Reserve-eenheid 508th TFW op Hill AFB, Utah en de New Jersey Air National Guard-eenheden 177th TFG en 108th TFW.
LOOK ALIKE werd door het F-105 System Program Directive opgezet in 1962 met het doel alle F-105D's op standaardconfiguratie te brengen. Het project bestond uit twee fasen: één waarbij vliegveiligheidsmodificaties werden ingevoerd en één waarbij de algehele gevechtscapaciteit werd verbeterd. In 1963 besloot de USAF nog tot de duurste en beste modificatie: de toevoeging van een dubbele mogelijkheid tot bijtanken in de lucht, namelijk middels de bekende "flying boom"-methode en middels het oude "probe-and-drogue"-systeem. Het besluit deze aanpassing door te voeren, verlengde de uitvoering van LOOK ALIKE tot mei 1964.
Ondanks de succesvolle uitvoering van LOOK ALIKE was de F-105 niet zo veilig als de USAF dacht. In 1964 gingen twaalf F-105's verloren bij ongelukken waarbij motoren, brandstoflekkages en brandstofontluchting betrokken waren.
Destijds bestond geen klaarheid omtrent de oorzaak van de ongelukken. Daarom wilde het Tactical Air Command een testprogramma om de problemen op te zoeken en te verhelpen. USAF-chefstaf generaal Curtis LeMay gaf hieraan topprioriteit en na zestig dagen en vijfhonderd vlieguren resulteerde dit in het Class IV-modificatieprogramma. Dit kreeg snel de bijnaam Safety Pack I en II en was in 1966 geheel uitgevoerd.

## Typen

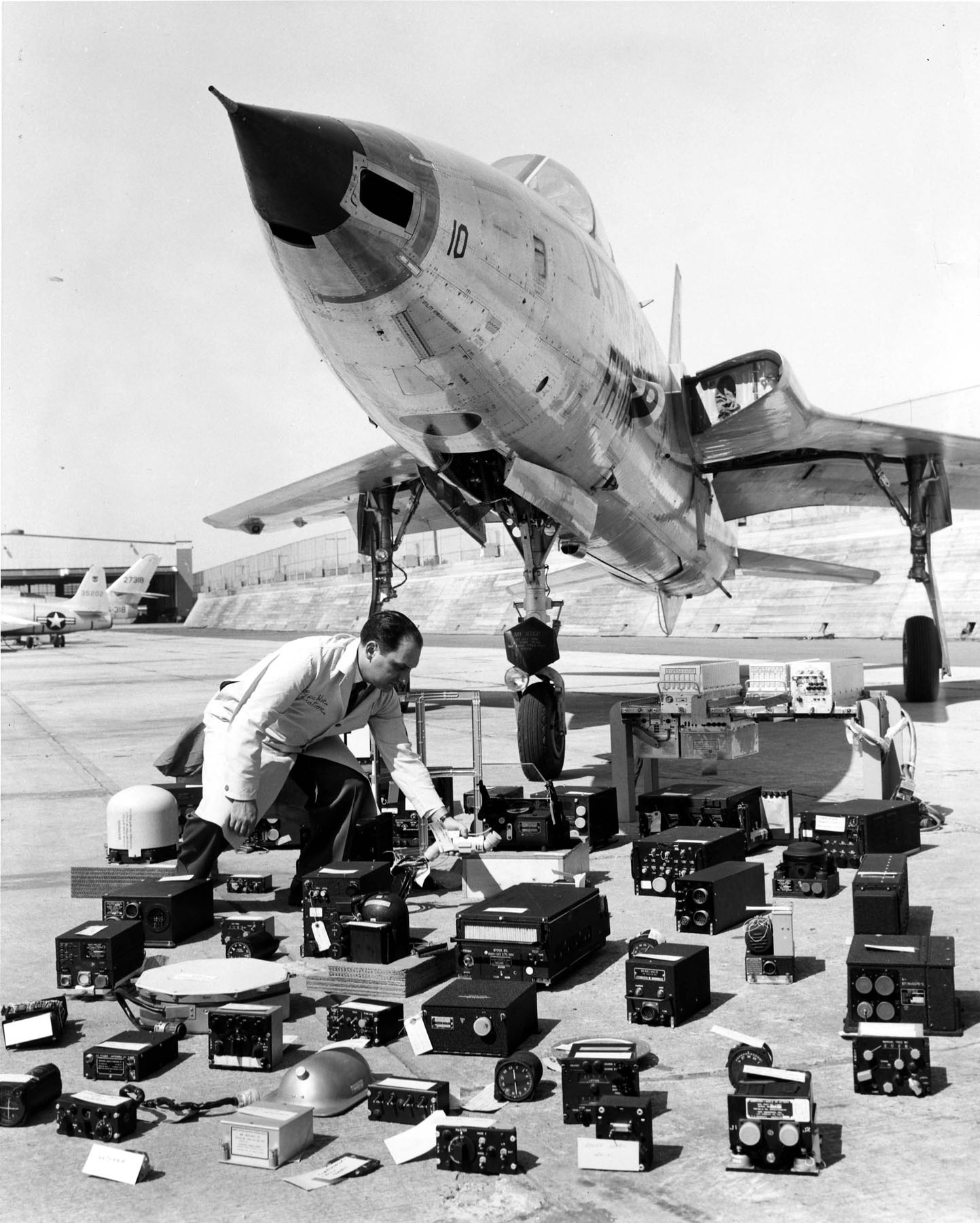
F-105B met diverse vliegtuigelektronica voor het vliegtuig

YF-105A. De eerste in april 1952 aan de USAF geleverde prototypen. Aangedreven door een Allison J-71-turbojet. In mei 1952 keurde de USAF het type goed voor de verdere ontwikkeling onder de aanduiding F-105.
F-105B. De eerste productieversie van de Thunderchief. Alleen geschikt als dagjager en aangedreven door de nieuwe Pratt & Whitney J75-turbojet met naverbrander. Het airframe was hiervoor aanzienlijk versterkt en het landingsgestel was aangepast. Dit type haalde meteen al snelheden van Mach 2,15.
JF-105B. De aanduiding RF-105B werd aan de fotoverkennerversie verstrekt. Hiervoor werden de E-34-afstandsradar en het roterende M61-kanon en de munitie verwijderd en vervangen door een nieuwe neus met een tot vijf camera's. Ook werd het bommenruim vervangen door een extra interne brandstoftank. Omdat de USAF echter de McDonnell F-101 Voodoo als fotoverkenner zou aanschaffen, werd ontwikkeling van de RF-105B in 1956 geschrapt; de drie geleverde RF-105B's werden tot JF-105B's omgebouwd met aangepaste neuzen maar zonder de fotoapparatuur. Ze werden gebruikt voor diverse tests.
F-105C. De geplande tweezitstrainerversie. Er zijn er vijf geleverd, die echter nooit hebben gevlogen en later zijn omgebouwd naar de F-105F-standaard.
F-105D. De algemene productieversie. Tevens de allweather-versie van de F-105B-dagjagerversie en geschikt voor het inwendig en uitwendig vervoer van het nieuwe kernwapen B43. Het toestel was iets langer en uitgerust met het afvuurcontrolesysteem AN/ASG-19 Thunderstick, dat, samenwerkend met het General Electric FC-5-vluchtcontrolesysteem het toestel zijn volledige allweather-capaciteit gaf.
Het AN/ASG-19-systeem was een ontwerp gebaseerd op de R-14A monopuls radar en werkte zowel in de lucht-lucht- als in de lucht-grondmodus. Dit gaf het toestel aanvalscapaciteit op zowel kleine als grote hoogte. Het systeem beschikte zelfs al over de eerste grondcontour-uitleesmogelijkheden.
Het toestel beschikte verder over een afwerpcomputer, een richtsysteem, een AN/APN-131 Doppler-navigatiesysteem, een luchtbeeldcomputer, een raketlanceercomputer, een automatische piloot, een rondzoek- en een volgradar. Hiermee werd het toestel zeer geschikt voor missies op boomtophoogte.
F-105 E. Een geplande maar nooit uitgebrachte tweezitsversie van de F-105D.
F-105F. Tevens de laatste Thunderchief-productielijn. De Wild Weasel-versie, speciaal ontworpen ter storing en bestrijding van vijandelijke Vietnamese luchtdoelraket-radarsites. Men kwam op de aanduiding Wild Weasel doordat de stoorzenders van het toestel op de radio een krijsend geluid voortbrachten dat aan een in het nauw gebrachte wezel deed denken.
F-105G. De sterk verbeterde Wild Weasel-versie uitgerust met AN/APR-35-, AN/APR-36-, AN/APR-37- en AN/ALR-31 Radar Homing and Warning (RHAW)-systemen. Het Itek APR-36 Radar Homing and Warning-systeem van Wild Weasel-F-105F's werd vervangen door het Itek Radar Direction Finding Homing-systeem en de Bendix APS-107-doelzoeker werd toegevoegd. De F-105G had hiervoor extra sensoren op de neus.
De F-105G had ook twee cilindrische canisters waarin de Westinghouse AN/ALQ-105-electronic-countermeasure-stoorzenders voor zelfbescherming waren gemonteerd. Hierdoor kwamen weer extra montagepunten voor AGM-45 Shrike-raketten vrij.